# 黄之鋒
黄 之鋒（こう しほう、拼音: Huáng Zhīfēng、英語名：Joshua Wong、1996年10月13日 - ）は、香港公開大学社会科学の学生で、民主化団体「学民思潮」のリーダー、香港衆志事務局長などを歴任した。2021年2月28日、国家安全法により起訴された。現在収監中である。

## 来歴
香港生まれ。幼少期はディスレクシアであったが、父母の教育の下で、読み書き能力を改善した。また、両親の影響を受け幼少の頃から教会の社会活動に参加した。
匯基書院（東九龍）に入学後、2011年5月29日から林朗彦が主催する学民思潮に参加した。

## 反国民教育運動

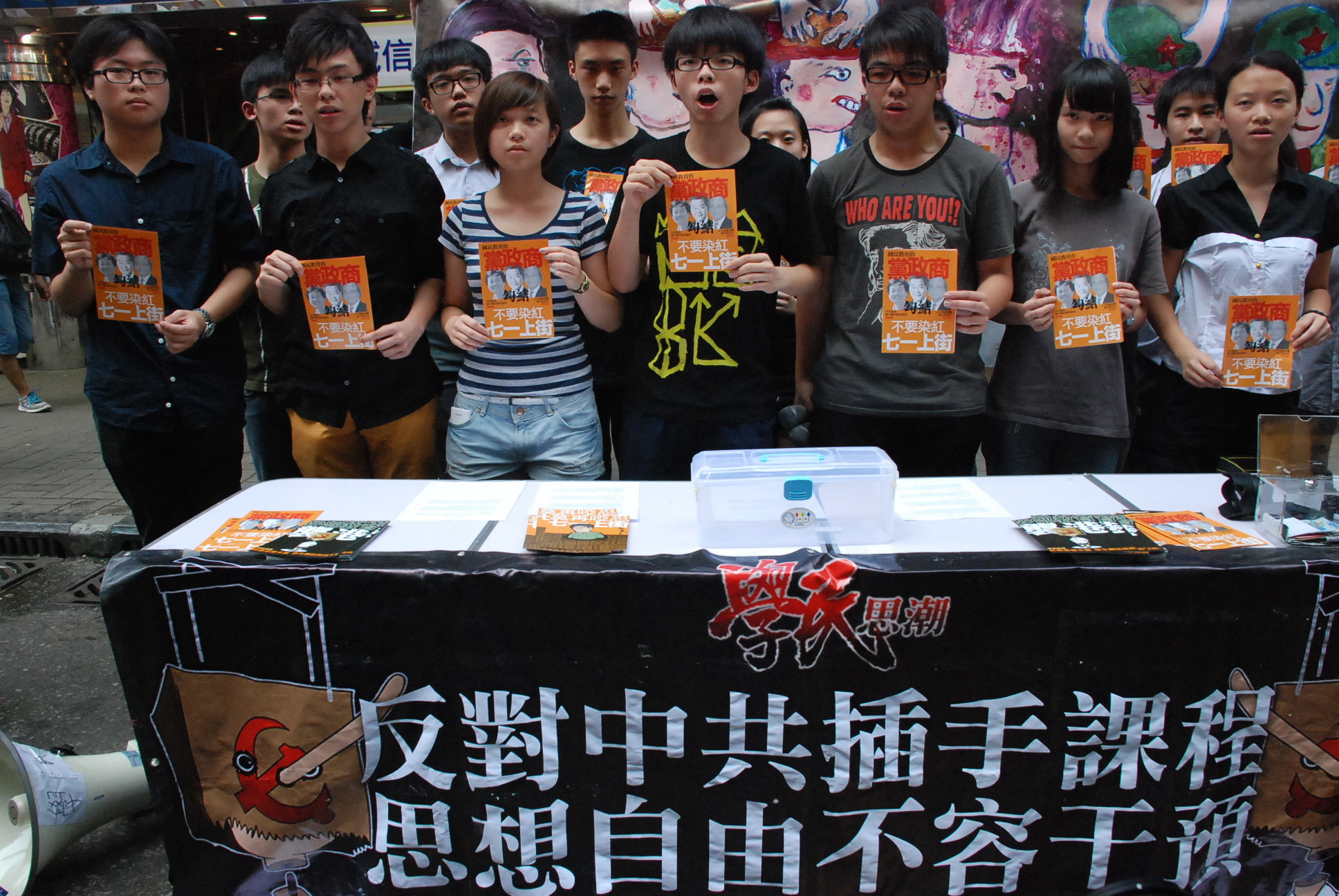
2012年7月1日、国民教育反対を訴える黄之鋒（中央）。

2010年10月、香港教育局は道徳・国民教育の新たなカリキュラム（「徳育及び国民教育」）を2012年から翌2013年にかけて小中学校に導入する案を発表、そのための政治協議を2011年に行った。これに対し学民思潮は、同カリキュラムの教材が中国共産党と中国政府のナショナリズムを称賛する一方で、共和主義と民主主義を批判する内容となっており、これを「洗脳」であるとして反対（「国民教育反対運動」）。2012年7月29日に教員・学生・保護者ら3万2,000人を動員した抗議デモを開催し「道徳・国民教育科」の撤回を要求した。8月22日、香港政府は正式に推進委員会を発足し、学民思潮にも参加を要請したが、黄はこれを拒否している。
9月7日、黄は香港政府庁舎前で再び抗議集会とハンガー・ストライキを開催し3万6,000人を動員。翌8日、梁振英行政長官は「道徳・国民教育科」の導入を学校毎の裁量に委ねると譲歩したため、黄は抗議集会を中止した。9月27日には教育指導ガイドラインを廃止し、香港政府は導入を事実上撤回するが、黄は「方針を撤回するまで抗議を続ける」として、9月30日から10月1日にかけて、梁行政長官の自宅前と湾仔で抗議デモを実施した。

## 中環占拠

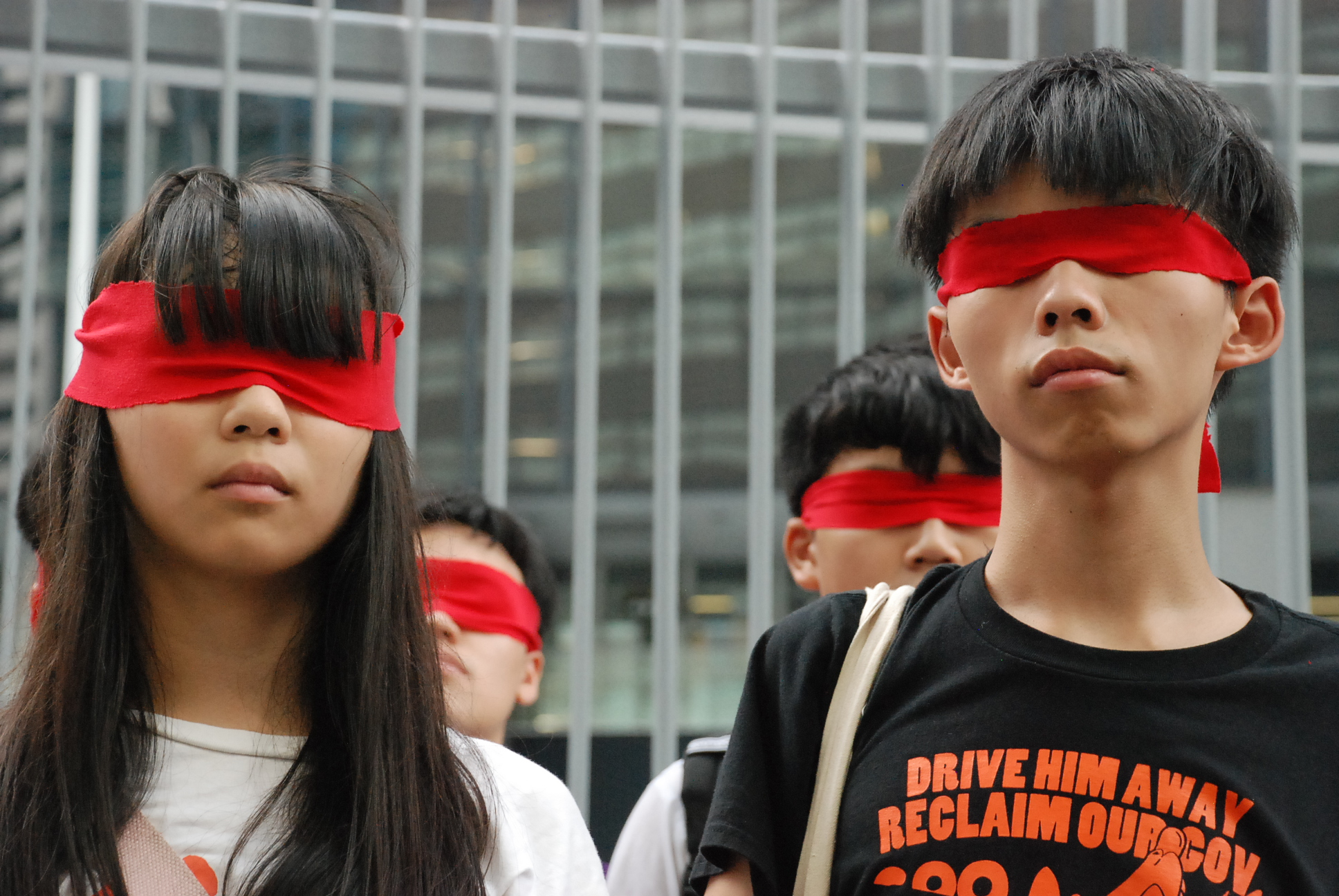
2014年9月26日、学生ストライキを起こす黄之鋒（右）。隣は周庭。

2014年8月31日、中国全人代常務委員会が2017年の行政長官選挙で民主派の立候補を制限する方針を決定した。これに反対する戴耀廷は10月1日を目途に中環を占拠し抗議デモを行うと宣言し、同調した黄ら学民思潮は9月1日に、全人代常務委員会副秘書長の李飛が宿泊する湾仔のホテルまでデモ行進した。9月26日、黄は周永康ら香港学生連盟と共に香港政府庁舎前で抗議デモを実施。これに対し警官隊が催涙弾を発射するなど衝突が激化したため、戴は計画を前倒しして9月28日に中環占拠デモを実施した。
11月25日、警官隊は黄らが占拠を続ける旺角のバリケードの強制撤去を開始した。黄は翌26日に他の学民思潮メンバーと共に逮捕され、裁判所から旺角への立ち入り禁止を言い渡され27日に釈放された。11月30日、周永康ら香港学生連盟と共同で再び香港政府庁舎の占拠を試みるが、警官隊に阻止され多数のメンバーが逮捕された。
占拠に失敗した12月1日、黄は学民思潮メンバーの女子学生2人と共に無期限のハンストを決行し、香港政府に対話を要求した。しかし、香港政府は要求を拒否し、黄らはドクターストップがかかったため12月6日までにハンストを中止した。黄は体力の回復後、金鐘で周永康らと合流し引き続き香港政府に対話を要求するが、12月11日に警官隊により強制排除された。これを受けて香港政府は15日にデモの終結を宣言し、中環占拠デモは失敗に終わった。
2015年1月16日、中環占拠に関連し違法集会を組織した容疑で香港警察に逮捕されるが、同日釈放された。

## 香港衆志
2016年、黄は羅冠聡、周庭と共に香港の自決権を掲げる香港衆志（デモシスト）という政党を創設して初代事務局長を務めた。主席の羅冠聡を擁立して立法会選挙への立候補を目指した。

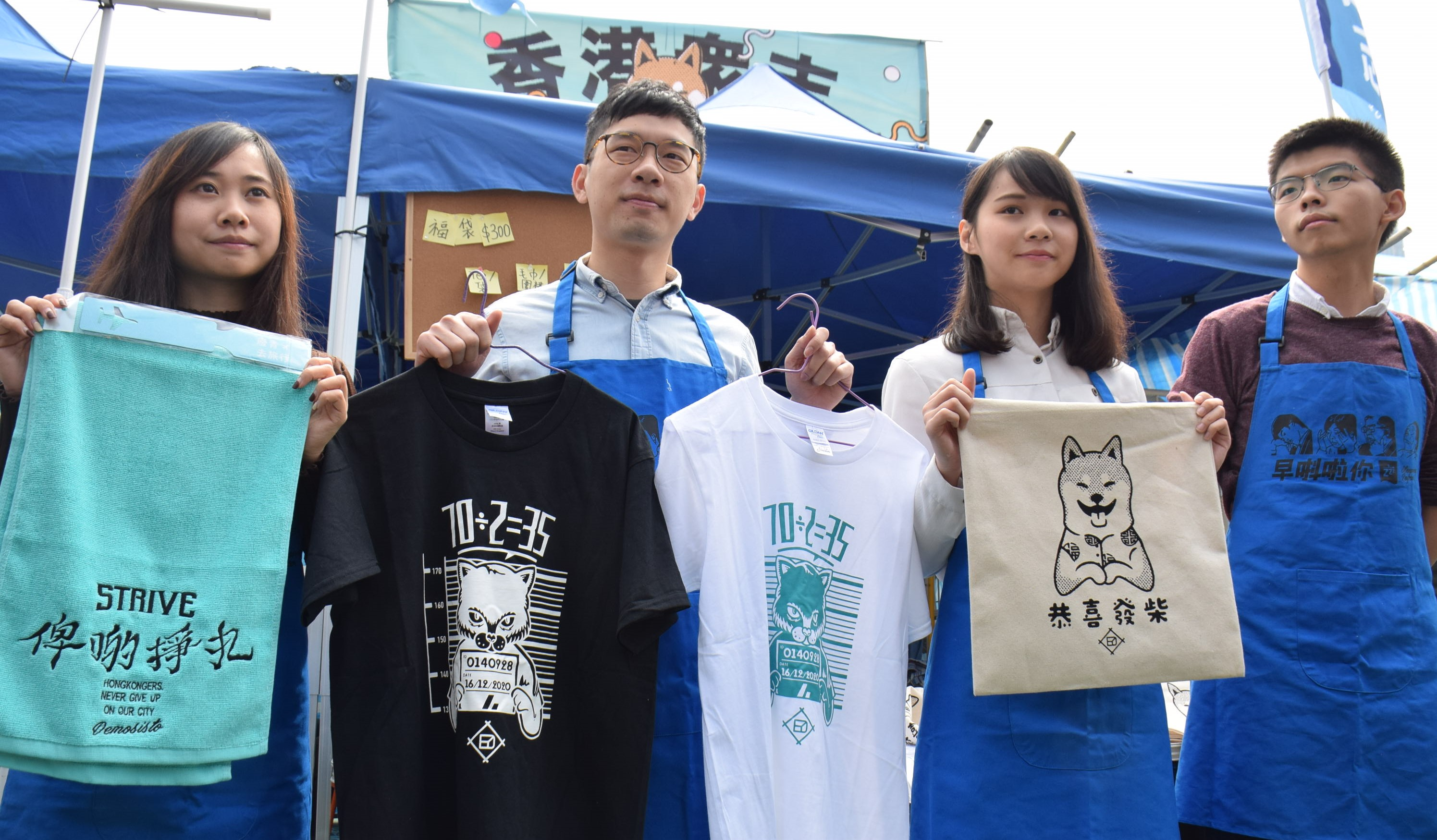
香港衆志（デモシスト）　ビクトリアパークにおける旧正月のお祭り会場にて。黄之鋒（こうしほう）は右端にいる。

### 入国拒否
2015年5月26日、黄は中国民主化についての講演のためマレーシアに訪れたが入国拒否を受け、香港へと強制送還された。これについてマレーシア移民局は入国禁止リストに黄が登録されているため、通常の処置として入国の拒否をしたと説明したが、リストに登録された経緯については説明されなかった。
2016年に黄がタイに訪れた際にも、タイ当局より入国拒否を受けている。これについてタイの新聞社であるネーションは中国の要請によりブラックリストに登録されていたと報じた。タイの学生活動家であるネティウィト・チョティパトパイサルも、黄の訪タイについて中国政府から移民局へと書簡により通知されていたと説明した。

### 収監
2017年8月17日、香港の裁判所は、雨傘革命を非合法集会とする香港当局側の要求による控訴審で黄之鋒、羅冠聡、周永康の3名に禁錮刑を言い渡した。3人は、一審では執行猶予付き禁錮刑や社会奉仕活動であったがそれぞれ禁錮6ヵ月、8ヵ月、7ヵ月の判決に変更されていた。3人は即日収監された。
基本法（香港の憲法）に従えば、3ヵ月以上の禁固刑を受けた個人は5年間、立法議会、地方議会選挙に出馬する権利を剥奪される。
黄は刑が言い渡された直後（収監される前）に以下のようにツイートした。
"You can lock up our bodies, but not our minds! We want democracy in Hong Kong. And we will not give up."

「我々の体を閉じ込められても、我々の精神は閉じ込めることはできない！　我々は香港に民主主義を求める。我々は諦めない」。

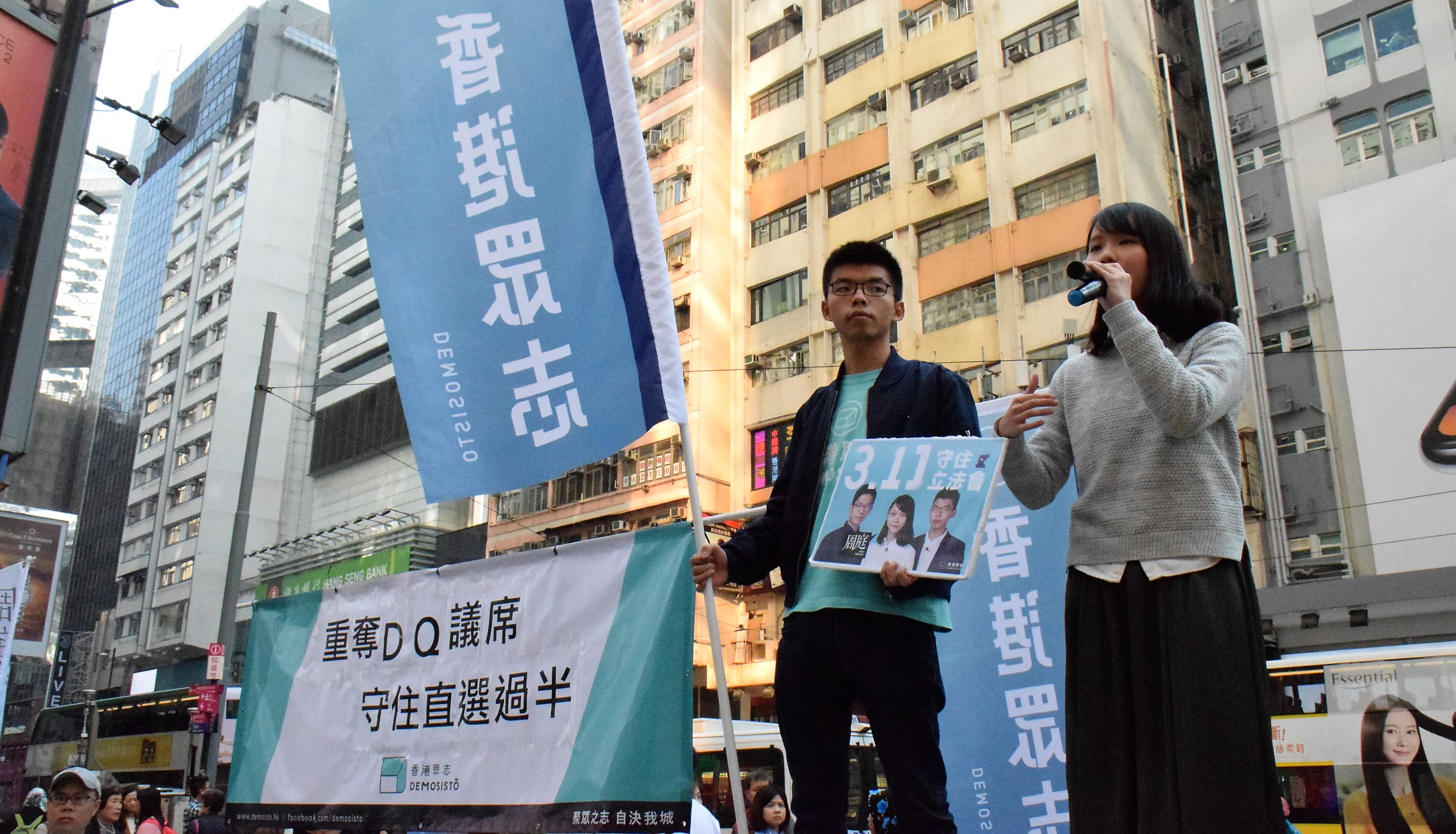
香港衆志　黄之鋒、周庭

2017年8月17日、ニューヨーク・タイムズのバリ・ワイス（en:Bari Weiss）は、黄之鋒、羅冠聡、周永康ら香港の民主活動家たちはノーベル平和賞に値すると Nobel Peace Prize Committee（en:Norwegian Nobel Committee（ノルウェー・ノーベル委員会））および読者に訴えた。
2017年8月20日、香港当局に対して「彼らは無実の政治犯である」と抗議する大規模デモが発生した。

### 釈放
2019年6月17日、黄は釈放された。釈放後、林鄭月娥（キャリーラム）の辞任と説明責任を求めた。

## 国安法以後の香港

### 香港衆志解散
2020年6月30日に全人民代表大会常務委員会で香港国家安全維持法が可決され成立したことを受け、黄之鋒は香港衆志から脱退することを表明。香港衆志自体も同日中に解散を宣言した。AFPは黄之鋒ら民主衆志について次のようにまとめている。黄之鋒ら民主衆志は「独立を求めているわけではないにもかかわらず、中国国営メディアは黄氏をはじめとする民主活動家らを『分離主義者』と位置付け、日常的に批判を繰り広げていた」。
2020年6月30日の国家安全維持法成立以後、日常生活が一変し日々脅かされていることをAFPの取材に答える中で語っている。それは、少なくとも6台の車や親中派のギャングに日々尾行されていること、「僕はいつどうなってもおかしくない」こと、犬の散歩中にも親中派の中年男女に囲まれた上で嫌がらせを受け、「飼い犬にまで文句を言われた」などである。黄之鋒は、これは生活を妨害して困らせることで「黙らせること」が当局の狙いだと分析した上で、逆にそれは彼ら民主派の不満が高まり、彼らを支持する人が増えることにつながると述べている。

### 再逮捕・再収監
2020年9月24日、香港警察は黄之鋒を再逮捕した。2019年10月に「違法集会」に参加したことが香港公安条例違反とされた容疑、およびデモ参加者のマスク（覆面）着用を禁止した法律に違反した容疑によるもの。なおこのマスク（覆面）を禁じる「覆面禁止規則」は、立法会（議会）の議決を通さずに2019年10月超法規的に施行されたもの。また「違法集会」とは、「覆面禁止規則」に抗議するため2019年10月5日、数百人が集まった集会を指し、これが香港公安条例違反とされた。
香港公安条例では、30人以上の集会については主催者は少なくとも7日前までに警察に届け出を行い、「問題なしと通知」を受ける必要がある。

### 再々逮捕
黄は2021年1月7日、国家安全維持法違反容疑により再逮捕された。日本経済新聞によれば、2020年9月に予定された香港立法議会選挙で民主派が予備選挙に参加し、「議会において過半数を占めることを狙った戦略」が問題視されたとみられている。なおこの前日の2021年1月6日に、同じく民主派53名が同容疑で一斉逮捕を受けている。またCNNによれば、53名の逮捕者の大半は7日までに保釈されたが、パスポートを没収された上で、2月初旬に警察に再出頭することが義務付けられた状態である。
同じくCNNによれば、黄之鋒を含めた一斉逮捕に対し当時アメリカのマイク・ポンペオ国務長官は、「アメリカは自由を求める全ての香港人に連帯する」と述べた。そして欧州委員会のスポークスマンであるピーター・スターノが「国家安全法は思想信条の自由を破壊するものであり、香港基本法はもとより国際法、さらに中国の国際的な義務と関与によって保障された人権の行使と政治信条の自由も窒息させてしまうものである」と述べた上で最後に、欧州連合は黄之鋒を含めたこれら逮捕者全てを「ただちに釈放することを求める」と表明した。
黄は有罪を認めたことで、2024年11月19日に高等法院より下された量刑は求刑の3分の1となる禁錮4年8カ月であった。ただし、善良な人物とは認められないとの理由でそれ以上の減刑はなかった。

### 起訴
2021年2月28日、黄之鋒を含めた民主派47名は香港国家安全維持法により起訴された。現在収監中の身である。なお香港フリープレスによれば、黄之鋒は保釈申請も取り下げている。

### 黄之鋒ら4人に有罪判決
2021年4月30日、香港の裁判所は2020年6月4日香港で行われた天安門事件犠牲者追悼集会参加を罪に問い、黄之鋒、レスター・シャム、ジャネル・レオン、そして袁嘉蔚(ティファニー・ユン）の4人に有罪判決を下した。量刑は後日発表される。NHKによれば、例年この集会は許可されており、香港の「自由の象徴」的な意味合いを持つ集会であったが、去年はコロナ対策を理由に許可されなかった。当日はキャンドルを灯すなど、平和的な集会が開かれた。

### サイバー攻撃
インターネット上で「政府の支援を受けた攻撃者」からGmailアカウントのパスワードを盗み取ろうとする攻撃を何度も受けている。(詳細は中国による浸透工作)

### 追起訴
2025年6月6日、外国勢力と結託して国家安全に危害を加えたなどとして、国家安全維持法違反の罪で追起訴された。香港紙「明報」によると、黄の起訴内容は、2020年7月から11月、外国の組織や人物に香港や中国への制裁を求め、法執行や政策の実施を妨害したというもの。

## 人物
香港民主化運動において中心的役割を果たす一人であるが、眼鏡姿に短髪という地味な見た目から陰キャラ認定を受け、特に日本人からこのキャラを象徴する「チーズ牛丼」、略して「チー牛」と呼ばれるようになった。「まぐまぐニュース」および周庭によれば、本人はそれを気にすることもなく、むしろ楽しんでいるフシも見られことから、「器のでかいチー牛」とされた。

### スーパーマンとスパイダーマン
黄之鋒はスパイダーマン好きでもある。クーリエ・ジャポンの取材に対し黄は、超人的な能力のあるスーパーマンよりスパイダーマンの方が、より「人間味があるんです」と答えている。

### 香港の民主化運動ノーベル平和賞に推薦
ロイターによれば2021年2月3日、香港の民主化運動はアメリカの超党派議員によって2021年のノーベル平和賞に推薦された。

## 著作
- 《我不是英雄──黃之鋒文集》 明窗出版社（中国語版） 2013 (ISBN 9789888206735)　(繁体字中国語)
- 《我不是細路》 白卷出版社（中国語版） 2015 (ISBN 9789881435125)　(繁体字中国語)
- 《獄文字》  白卷出版社 2018 (ISBN 9789887816379)　(繁体字中国語)
- 《Unfree Speech: The Threat to Global Democracy and Why We Must Act, Now》  Penguin Books 2020 (ISBN 9780143135715)　(英語)
- 《言論の不自由: 香港、そしてグローバル民主主義にいま何が起こっているのか》 河出書房新社 (ISBN 9784309249681)

一部書籍は香港で検閲の対象となっている。中国大陸で禁書とされる香港・台湾の書物を参考。

## 注略
1. ↑  少なくとも2016年、2019年、2020年の3回